# Йоганн Петер Густав Лежен-Діріхле
Йо́ганн Пе́тер Гу́став Лежен Діріхле́ (нім. Johann Peter Gustav Lejeune Dirichlet; 13 лютого 1805, Дюрен, Франція, зараз Німеччина — 5 травня 1859, Геттінген, Ганновер) — німецький математик, відомий значним внеском до математичний аналіз, теорію функцій комплексної змінної та теорію чисел.

## Біографія
Діріхле народився у вестфальському місті Дюрені у родині поштмейстера. Його предки були виходцями з бельгійського міста Рішле (Richelet), що обумовило незвичне для німецької мови прізвище. Ім'я Лежен має аналогічне походження — діда називали «молодою людиною з Рішле» (фр. le jeune de Richelet).
У 12 років Діріхле почав навчатись у гімназії в Бонні, а через 2 роки — в єзуїтській гімназії в Кьольні, де одним з його викладачів був Георг Ом.
З 1822 по 1827 рік він був домашнім вчителем в Парижі, де спілкувався з Фур'є.
1825 року Діріхле разом з Лежандром довів теорему Ферма для випадку n=5. 1827 року він на запрошення Александра фон Гумбольдта обійняв посаду приват-доцента університету Бреслау (Вроцлав). 1829 року він переїздить до Берліна, де працював безперервно 26 років, спочатку як доцент, потім, з 1831 року, як екстраординарний, а з 1839 року як ординарний професор Берлінського університету.
1831 року Діріхле одружився з Ребекою Мендельсон-Бартольді, сестрою відомого композитора Фелікса Мендельсона.
1855 року Діріхле стає спадкоємцем Гауса на посаді професора вищої математики в Геттінгенському університеті. Серед його досягнень — доведення збіжності рядів Фур'є.

## Основні праці
- Sur la convergence des series trigonometriques qui servent a representer une fonction arbitraire entre des limites donnees (Про збіжність тригонометричних рядів, що представляють довільну функцію на заданому інтервалі, 1829)
- Beweis des Satzes, dass jede unbegrenzte arithmetische Progression, deren erstes Glied und Differenz ganze Zahlen ohne gemeinschaftlichen Factor sind, unendlich viele Primzahlen enthält (Доведення твердження про те, що довільна необмежена арифметична прогресія із цілими першим членом і кроком, що не мають спільних дільників, містить нескінченну кількість простих чисел (теорема Діріхле), 1837)